# Stazione di Porto San Giorgio-Fermo
Stazione di Porto San Giorgio-Fermo vasútállomás Olaszországban, Marche régióban, Porto San Giorgio településen.

## Vasútvonalak
Az állomást az alábbi vasútvonalak érintik:
- Ancona–Lecce-vasútvonal

## Kapcsolódó állomások
A vasútállomáshoz az alábbi állomások vannak a legközelebb: 
- Stazione di Pedaso
- Stazione di Porto Sant'Elpidio